# Fogatge de 1365
El fogatge de 1365 fou un cens (fogatge) realitzat l'any 1365 al Principat de Catalunya.
El 1365 es va fer una revisió del nombre de focs en algunes ciutats, viles i llocs del braç reial. Es feu amb els mateixos criteris del fogatge de 1360, en el marc de les discussions entre els síndics del braç reial, en el marc de la decisió sobre quin impost s'havia de recaptar per finançar el donatiu acordat a les Corts de Barcelona-Lleida, l'any 1364-1365.
En aquest fogatge de 1365, la majoria de les poblacions revisen el seu nombre de focs a la baixa i en alguns casos concrets és feu de forma increïble i espectacular com es el cas de Girona-Sant Feliu amb una reducció del 25% o Manresa amb un 33% menys respecte al recompte de focs anterior. Segurament això és degué a la davallada d'habitants deguda al brot de pesta negra de 1362.